# فارس عودة
فارس فايق عيسى حمدان عودة (3 ديسمبر 1985 – 8 نوفمبر 2000) طفل فلسطيني قتله جيش الاحتلال الإسرائيلي قرب معبر المنطار (حاجز كارني) شرق قطاع غزة بينما كان يرمي الحجارة خلال الشهر الثاني من الانتفاضة الفلسطينية الثانية، ويذكر بكونه تصدى لدبابة إسرائيلية بحجارته الصغيرة وأثارت هذه الصورة المجتمع الدولي وتصدرت صفحات الصحف والمجلات العالمية حينها.
التقط مصور صحفي من وكالة أسوشيتد برس في 29 أكتوبر 2000 صورة لعودة يقف وحيدًا أمام دبابة، مع حجر في يده وذراعه إلى الخلف لرميها. وبعد عشرة أيام، في 8 نوفمبر، كان عودة قد رشق الحجارة مرةً أخرى في معبر المنطار، حيث أطلق جنود الاحتلال النار عليه في عنقه. بعد ذلك، اكتسب الصبي والصورة مكانة أيقونية داخل الأراضي الفلسطينية بمثابة رمزٍ لمعارضة احتلال المنطقة من قبل إسرائيل.

## حياته

الطفل فارس عودة

ولد فارس عودة بتاريخ 3 ديسمبر 1985 في حي الزيتون بمدينة غزة حيث كان يعيش مع والديه فايق وأنعام وإخوته وأخواته الثمانية. وفقًا لصحيفة واشنطن بوست، كان عودة «مراهقًا متهورًا». كان مغرمًا بالأعمال المثيرة المحفوفة بالمخاطر، وقد قفز ذات مرة مسافة ثمانية أقدام بين أسطح مبنيين من أربعة طوابق.
عندما بدأت الانتفاضة الفلسطينية الثانية في سبتمبر 2000، بدأ فارس التسرب من المدرسة للمشاركة في الأحداث، إما عند معبر المنطار أو في مستوطنة نتساريم الإسرائيلية. اشتكى مدير مدرسة فارس من غياب الصبي إلى والديه الذين حاولوا، ولكن دون جدوى، إبعاده عن المواجهات. وبحسب والدة فارس، فإن والد الصبي «أوسعه ضربا مبرحًا بسبب رشقه بالحجارة». كما حاول فايق تقييد ابنه جسديًا. ذات مرة حبس الصبي في غرفته، لكن فارس هرب من النافذة. وفقًا للصحيفة، «في المرة التالية التي سمع فيها فايق أن فارس كان في نقطة اشتباك، أصبح أكثر صرامة؛ فقد ربط يدي الصبي وقدميه معًا وتركه على السطح بعد العشاء. بحلول منتصف الليل، كانت والدته تشعر بالقلق من تسلل الصبي عبر السطح وحررته».
ومع ذلك، لم يردع ذلك فارس. كانت والدته أنعام تذهب مرارًا وتكرارًا إلى مواقع الأحداث الصعبة بحثًا عن ابنها، وغالبًا ما تجده في مقدمتها لمواجهة القوات الإسرائيلية. ونقلت عنها صحيفة "واشنطن بوست" قولها "لابد أنني ذهبت للبحث عنه 50 مرة". "ذات يوم، خرجت ثلاث مرات. أحيانًا كنت أجلس لتناول الغداء، وقبل أن أضع اللقمة الأولى في فمي كان يأتي بعض الأطفال ويقولون لي أن فارس كان في كارني مرة أخرى، وهو يرشق الحجارة. وأنا "أترك الشوكة وأجري للعثور عليه."
وتابعت: «لم يكن يحب الشهرة». «في الواقع، كان يخشى أن يراه والده إذا تم تصويره على شاشة التلفزيون، فهرب بعيدًا عن الكاميرات. في أحد الأيام، بعد أن ذهبت أجره بعيدًا عن الاشتباكات كل يوم لمدة أسبوع قلت له: حسنًا، تريد إلقاء الحجارة؟ حسنًا. ولكن على الأقل تختبئ خلف شيء ما! لماذا يجب أن تكون في المقدمة، حتى أبعد من الأطفال الأكبر سنًا؟ فقال: لست خائفًا.
في 29 تشرين الأول (أكتوبر) 2000، التقط المصور لوران ريبورز، المصور في وكالة أسوشيتد برس، الصورة الأيقونية لعودة، الذي وفقًا لقصة لاحقة لوكالة أسوشييتد برس، استمتع بدوره بصفته أشهر قاذف حجارة في معبر كارني. قُتل شادي، ابن عم فارس عودة البالغ من العمر 17 عامًا، وهو شرطي فلسطيني، خلال مواجهة مع القوات الإسرائيلية في 1 تشرين الثاني (نوفمبر). وقالت أنعام عودة للصحيفة: «عندما حدث ذلك، قال فارس، أقسم أنني سأنتقم لموته». «ذهب إلى إكليل جنازة شادي ووضع صورة لنفسه فيه. وقال إن إكليل الزهور سيكون له أيضًا.»

## استشهاده
بحسب ما ورد كان عودة أمام مجموعة من الشبان الفلسطينيين يرشقون القوات الإسرائيلية بالحجارة عند معبر كارني، عندما فتح جنود الاحتلال النار. يقول أصدقاؤه إن فارس كان قد أنحى لالتقاط حجر فأصيب في رقبته، ولأنه كان قريبًا جدًا من دبابة إسرائيلية، فقد اضطروا إلى الانتظار لمدة ساعة قبل أن يستطيعوا إخراج جسده وتحميله في سيارة إسعاف. أعلن وفاته لدى وصوله إلى المستشفى.

### ردود الفعل
وفقًا ليونايتد برس إنترناشيونال (UPI) كان قد حضر عشرات الآلاف من الأشخاص جنازة عودة. قال والده للوكالة: «إنه شهيد، وهذا ما أراد دائمًا أن يكون شهيدًا من أجل الأقصى». مثل جميع العائلات الفلسطينية التي قتل أحد أفرادها على يد القوات الإسرائيلية بعد اندلاع الانتفاضة. في الانتفاضة الفلسطينية الثانية، تلقى آل عودة شيكًا بقيمة 10,000 دولار من الرئيس العراق آنذاك صدام حسين.[بحاجة لمصدر] علقت والدته على ذلك أنَّ «فارس كان فتى أحبني كثيرًا [...] دمه يساوي أكثر من ذلك بكثير.»
منذ وفاته، أصبح عودة وصورته رموزًا أيقونية. يُطلق عليه لقب «رجل كل فلسطيني» و«ملصق الصبي لتحدي الفلسطينيين»، بالنسبة للعديد من الفلسطينيين، فهو بطل، وقد صور في الجرافيتي وفن الجدار والتقويمات والملصقات. في عام 2001، ظهرت مقلاعه في معرض بعنوان «100 شهيد - 100 حياة» في مركز خليل السكاكيني الثقافي في رام الله، وقد أشاد به ياسر عرفات في شباط 2002. أنشئت جائزة فارس عودة للنشاط باسمه، وتمنحها سنويًا منظمة العودة (ائتلاف حق العودة الفلسطيني). وكان المستلم عام 2003 هو الدكتور سلمان أبو ستة.
غيرت صورة فارس من الأفكار حول الدبابة الإسرائيلية. في أغسطس 2001 نقلت صحيفة جيروساليم بوست عن مسوؤل دبابة مجهول قوله إن أفراد الدبابة تلقوا تعليمات الآن بإطلاق النار على رماة الحجارة.
خُلدت ذكرى الشباب الفلسطيني من خلال لقطات متلفزة لهم وهم يرشقون الدبابات الإسرائيلية بالحجارة خلال الانتفاضة الفلسطينية الثانية، بحسب باربرا غولدشايدر، التي استَشهَدت بفارس عودة ومحمد الدرة كأمثلةٍ لطفلين فلسطينيين يبلغان من العمر 12 عامًا، حيث أصبح اسمهما يُستشهد به مباشرةً.
بالنسبة للفيلسوف الفرنسي بيير أندريه تاغييف، فإنَّ رد الفعل الفلسطيني على وفاة عودة يشكل جزءًا من دين سياسي شعبي يدور حول شخصية الشهيد. وهو يعتبر ذلك نتيجةً أسلمة القضية الفلسطينية، والتي تجلى في دعم الفلسطينيين لثقافة الموت. وقالت والدة عودة للصحفيين إنه اعتاد مشاهدة فضائية فلسطين اليوم التابعة لحركة الجهاد الإسلامي، حيث تحظى فكرة الشهيد بتقدير كبير، قالت: «أراد الانضمام إليهم، وكان يلبس عصابة رأسهم».
كتب الدكتور إياد السراج، مؤسس ومدير برنامج غزة للصحة النفسية، أنَّ إلقاء الحجارة خلال الانتفاضة كان أحد الأمور التي تشتت انتباه الأطفال. قال إنهم لم يدركوا الخطر الذي كانوا فيه، وشعروا بأنهم لا يقهرون.